# ضريح الشيخ عبد الله طرشتي
ضريح الشيخ عبد الله طرشتي (بالفارسية: آرامگاه شیخ عبدالله طرشتی) هو ضريح تاريخي يعود إلى القرن الثامن الهجري، ويقع في طهران.